# HMS Malabar (1818)
Le HMS Malabar (1818) est un navire de ligne de troisième rang de 74 canons de la Royal Navy, construit par le constructeur naval parsi Jamsetjee Bomanjee Wadia (en) et lancé le 29 décembre 1818 sur le Upper Duncan Dock de l'arsenal de Bombay (en).